# Gieorgij Iwanow (1901–2001)
Gieorgij Wasiljewicz Iwanow (ros. Георгий Васильевич Иванов, ur. 12 maja?/25 maja 1901 w chutorze Upornikowski (obecnie w rejonie nieżajewskim w obwodzie wołgogradzkim), zm. 24 grudnia 2001 w Moskwie) – radziecki wojskowy, generał major, Bohater Związku Radzieckiego (1945).

## Życiorys
Urodził się w rodzinie chłopskiej. Skończył szkołę podstawową, od 1919 służył w Armii Czerwonej, uczestniczył w wojnie domowej nad Donem, później ukończył kursy czerwonych dowódców w Nowoczerkasku, później Kijowską Zjednoczoną Szkołę Wojskową im. Kamieniewa, w 1937 Wojskową Akademię Mechanizacji i Motoryzacji, a w 1940 Wojskową Akademię Sztabu Generalnego. Pracował w Sztabie Generalnym, od czerwca 1941 brał udział w wojnie z Niemcami, był ranny, po wyleczeniu wykładał w Akademii Wojskowej im. Frunzego i walczył w obronie Moskwy, potem został wraz z akademią ewakuowany do Środkowej Azji. W marcu 1942 wrócił na front jako szef sztabu 24 Korpusu Piechoty 60 Armii, w 1943 uczestniczył w bitwie o Dniepr i wyzwoleniu Kijowa, w styczniu 1944 został szefem sztabu 27 Korpusu Piechoty 13 Armii 1 Frontu Ukraińskiego, od 3 września 1944 do końca wojny dowodził 6 Dywizją Piechoty Gwardii. W styczniu 1945 brał udział w operacji wiślańsko-odrzańskiej, w nocy na 26 stycznia 1945 wraz z dywizją sforsował Odrę w rejonie Ścinawy i uchwycił przyczółek na lewym brzegu Odry, później w kwietniu 1945 uczestniczył w operacji berlińskiej. Po wojnie pełnił różne funkcje dowódcze i wykładał w Wojskowej Akademii Sztabu Generalnego, w 1950 został zwolniony do rezerwy w stopniu generała majora. Był honorowym obywatelem Chomutova, Mostu, Píska i Wrocławia. Miał tytuł honorowego górnika kopalni Marcel w Wodzisławiu Śląskim.

## Odznaczenia
- Złota Gwiazda Bohatera Związku Radzieckiego (6 kwietnia 1945)
- Order Lenina (dwukrotnie)
- Order Żukowa
- Order Honoru (2001)
- Order Czerwonego Sztandaru (czterokrotnie)
- Order Suworowa II klasy
- Order Kutuzowa II klasy
- Order Wojny Ojczyźnianej I klasy
- Medal jubileuszowy „XX lat Robotniczo-Chłopskiej Armii Czerwonej”
- Medal „Za obronę Moskwy”
- Medal „Za zwycięstwo nad Niemcami w Wielkiej Wojnie Ojczyźnianej 1941–1945”
- Medal „Za zdobycie Berlina”
- Medal „Za wyzwolenie Pragi”
- Medal „Weteran Sił Zbrojnych ZSRR”
- Medal jubileuszowy „50-lecia zwycięstwa w Wielkiej Wojnie Ojczyźnianej 1941–1945”
- Medal 60-lecia Zwycięstwa w Wielkiej Wojnie Ojczyźnianej 1941–1945
- Medal 65-lecia Zwycięstwa w Wielkiej Wojnie Ojczyźnianej 1941–1945
- Order Virtuti Militari (Polska Ludowa)
- Order Krzyża Grunwaldu III klasy (Polska Ludowa)
- Medal za Odrę, Nysę, Bałtyk (Polska Ludowa)
- Oficer Legii Zasługi (USA)
- Krzyż Wojenny Czechosłowacki 1939 (Czechosłowacja)
- Order „Za zasługi” III klasy (Ukraina)
- Srebrny Order Zasługi dla Ojczyzny (NRD)